# Best of Groove Coverage
Best of Groove Coverage é a primeira coletânea da banda alemã de dance music Groove Coverage. Foi lançado em 31 de maio de 2005.

## Faixas
1. "Moonlight Shadow"
2. "Poison"
3. "God Is A Girl"
4. "Runaway"
5. "7 Years and 50 Days"
6. "The End"
7. "She"
8. "Moonlight Shadow"
9. "Remember"
10. "Million Tears"
11. "Beat Just Goes"
12. "Are U Ready"
13. "Moonlight Shadow" (Warp Brothers remix)
14. "Poison" (Friday Night Posse remix)
15. "God Is A Girl" (Alex Konrad remix)
16. "The End" (Special D remix)[1]